# Andrea Riseborough
Andrea Louise Riseborough (Wallsend, 20 de noviembre de 1981) es una actriz de cine, teatro y televisión británica.
Debutó en el cine con un pequeño papel en Venus (2006), y desde entonces ha aparecido en papeles más destacados en Happy-Go-Lucky (2008), Never Let Me Go , Brighton Rock  (ambas de 2010), Welcome to the Punch , Oblivion (ambos de 2013), Birdman (2014), Nocturnal Animals (2016), Battle of the Sexes, The Death of Stalin (ambos de 2017). Por su interpretación de una adicta en recuperación en el drama To Leslie (2022), Riseborough recibió una nominación al Premio Oscar a la Mejor Actriz .

## Biografía
Andrea Riseborough nació en Wallsend, un área del distrito inglés de North Tyneside, y se crio en Whitley Bay, una localidad del mismo distrito.
A temprana edad, hizo su aparición en el People's Theatre de Newcastle upon Tyne, en la obra Riding England Sidesaddle, de Christopher Goulding, con el personaje de Celia Fiennes. Pasó sus años escolares en la escuela independiente Newcastle upon Tyne Church High School en Tankerville Terraza, en Jesmond (una de las zonas residenciales más prósperas de Newcastle). Se graduó en la Royal Academy of Dramatic Art (Real Academia de Arte Dramático) en 2005, y ese mismo año debutó en la televisión con un personaje en el telefilm A Very Social Secretary. Ese mismo año trabajaría en otro telefilm, Whatever Love Means (que contaba la historia del Príncipe Carlos y Camilla Parker-Bowles). con un personaje secundario, y en un episodio de la serie Doc Martin.
Riseborough debutó en el cine en 2006 con un papel en la película Venus. En los siguientes años participó en varias películas para televisión, largometrajes cinematográficos y series de televisión; entre otros está su actuación en el episodio piloto de la serie Being Human. En 2008 trabajó en el que ha sido uno de sus papeles más celebrados hasta la fecha, al interpretar a la ex primera ministra británica Margaret Thatcher en la película para televisión Margaret Thatcher: The Long Walk to Finchley, que retrata la juventud de Thatcher en los años cincuenta cuando trabajaba como investigadora química, comenzaba su lucha para ser elegida diputada al Parlamento británico y conocía a su futuro esposo. Ese mismo año protagonizó la miniserie de época The Devil's Whore, que a través de los ojos de su personaje ficticio retrata la convulsa historia inglesa entre 1638 y 1660 (parte de la época de la Revolución inglesa).
En 2010 apareció en las películas Made in Dagenham y Nunca me abandones.

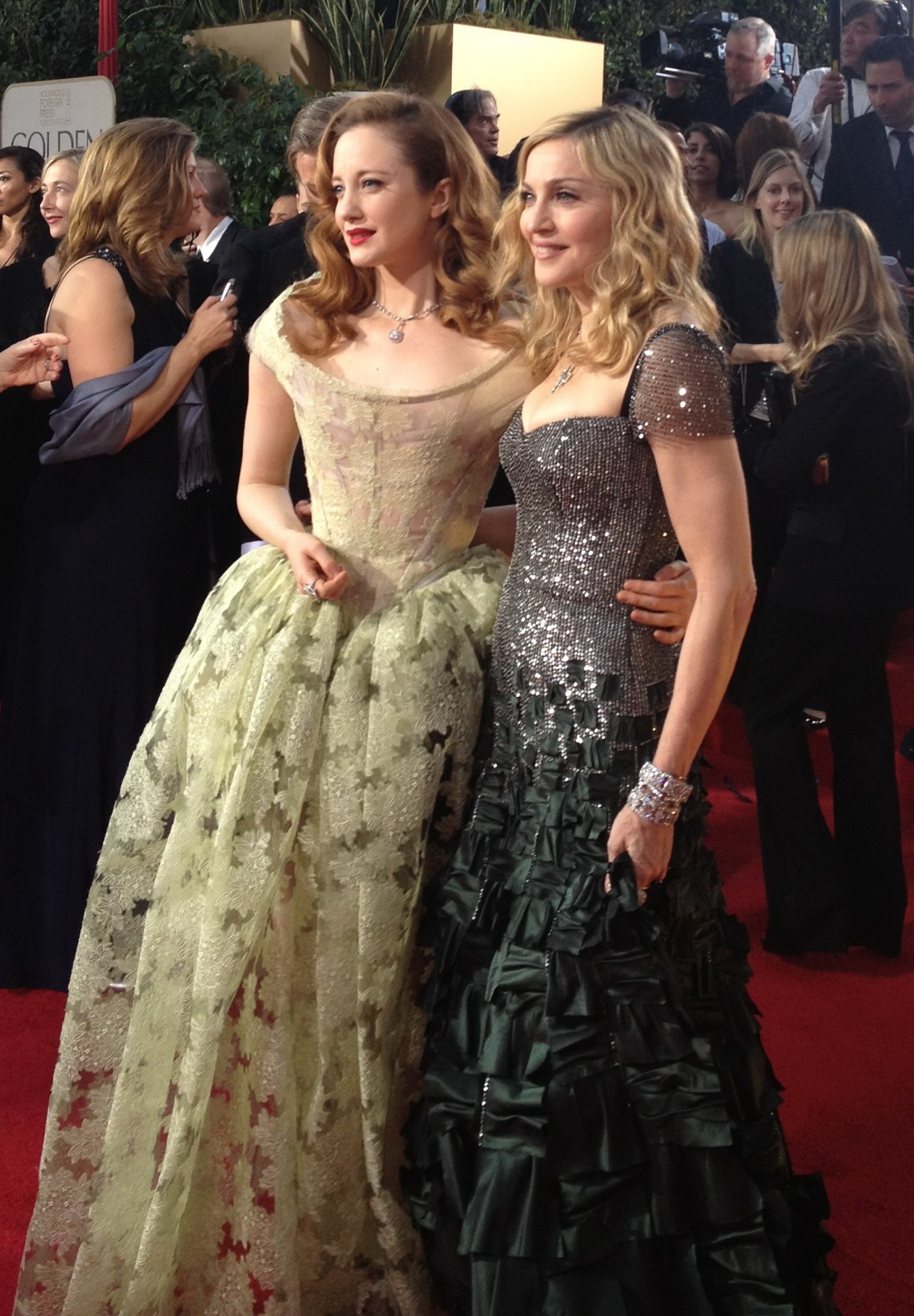
Riseborough y Madonna en la Ceremonia de entrega de los Premios Globo de Oro 2011, el 15 de enero de 2012

En 2011 pprotagonizó la película W.E., dirigida y coescrita por la cantante estadounidense Madonna: en ella interpretaba a Wallis Simpson, la estadounidense por la que el rey británico Eduardo VIII renunció a la corona y con la que después contrajo matrimonio.
En 2012 protagonizó junto al actor Clive Owen la película Shadow Dancer, un drama ambientado en la época del terrorismo del IRA; la película fue estrenada en el prestigioso Festival de Cine de Sundance y también se exhibió fuera de concurso en el Festival Internacional de Cine de Berlín.
En 2013 trabajó en la película de ciencia ficción Oblivion interpretando uno de los personajes principales junto al actor Tom Cruise. También trabajó en la película Birdman que se estrenó en 2014 y ganó cuatro Premios Óscar, entre ellos el de Mejor Película.

## Filmografía

### Cine
| Año  | Película                                        | Personaje             | Notas                                            |
| ---- | ----------------------------------------------- | --------------------- | ------------------------------------------------ |
| 2006 | Venus                                           | Camarera              |                                                  |
| 2007 | Magicians                                       | Dani                  |                                                  |
| 2008 | Happy-Go-Lucky                                  | Dawn                  |                                                  |
| 2008 | Love-You-More                                   | Georgia               |                                                  |
| 2010 | Made in Dagenham                                | Brenda                |                                                  |
| 2010 | Never Let Me Go                                 | Chrissie              |                                                  |
| 2010 | Brighton Rock                                   | Rose                  |                                                  |
| 2011 | Resistance                                      | Sarah                 |                                                  |
| 2011 | W.E.                                            | Wallis Simpson        |                                                  |
| 2012 | Shadow Dancer                                   | Colette McVeigh       |                                                  |
| 2013 | Disconnect                                      | Nina Dunham           |                                                  |
| 2013 | Welcome to the Punch                            | Sarah Hawks           |                                                  |
| 2013 | Oblivion                                        | Victoria Olsen        |                                                  |
| 2014 | Birdman or (The Unexpected Virtue of Ignorance) | Laura                 |                                                  |
| 2014 | The Silent Storm                                | Aislin                |                                                  |
| 2015 | Hidden                                          | Claire                | Streaming video y DVD                            |
| 2016 | Shepherds and Butchers                          | Kathleen Marais       |                                                  |
| 2016 | Nocturnal Animals                               | Alessia Holt          |                                                  |
| 2016 | Mindhorn                                        | DC Baines             |                                                  |
| 2017 | Battle of the Sexes                             | Marilyn Barnett       |                                                  |
| 2017 | La muerte de Stalin                             | Svetlana Stalin       |                                                  |
| 2017 | Burden                                          | Judy                  |                                                  |
| 2018 | Nancy                                           | Nancy Freeman         | Premio Mejor Actriz en Festival Sitges 2018      |
| 2018 | Mandy                                           | Mandy                 |                                                  |
| 2020 | Grudge                                          | Detective Maldoon     |                                                  |
| 2020 | Possessor                                       | Tasya Vos             |                                                  |
| 2021 | La vida electrizante de Louis Wain              | Caroline Wain         |                                                  |
| 2022 | Please Baby Please                              | Suze                  |                                                  |
| 2022 | To Leslie                                       | Leslie Rowlands       | Nominada en los Premios Óscar a la Mejor Actriz. |
| 2022 | Amsterdam                                       | Beatrice Vandenheuvel |                                                  |
| 2022 | Matilda, de Roald Dahl: el musical              | Zinnia Wormwood       |                                                  |
| TBA  | Vita & Virginia                                 | Virginia Woolf        | Preproducción                                    |

### Televisión
| Año  | Título                          | Personaje             | Notas                                                                     |
| ---- | ------------------------------- | --------------------- | ------------------------------------------------------------------------- |
| 2005 | A Very Social Secretary         | Amanda                |                                                                           |
| 2005 | Whatever Love Means             | Anna Wallace          |                                                                           |
| 2005 | Doc Martin                      | Samantha              | Serie de televisión: 1 episodio                                           |
| 2006 | The Secret Life of Mrs. Beeton  | Myra                  |                                                                           |
| 2007 | Party Animals                   | Kirsty                |                                                                           |
| 2008 | Being Human                     | Annie                 | Piloto                                                                    |
| 2008 | The Long Walk to Finchley       | Margaret Thatcher     | Telefilme                                                                 |
| 2008 | The Devil's Whore               | Angelica              | Miniserie                                                                 |
| 2016 | Bloodline                       | Evangeline Radosevich | Serie de Netflix – temporada 2                                            |
| 2016 | National Treasure               | Dee Finchley          | Serie en cuatro capítulos – Canal 4                                       |
| 2016 | The Witness for the Prosecution | Romaine Heilger       | BBC, adaptación de la obra de teatro de Agatha Christie                   |
| 2017 | Black Mirror                    | Mia Nolan             | Aparición en «Crocodile», episodio 4x03 de la serie de Netflix.           |
| 2018 | Waco                            | Judy Schneider        | Serie en seis capítulos - rodaje en Santa Fe, Nuevo México, abril de 2017 |
| 2020 | Zero, Zero, Zero                | Emma Lynwood          | Serie en ocho capítulos                                                   |
| 2024 | The Regime                      | Directora de palacio  | Miniserie                                                                 |

### Teatro
| Año  | Título                                      | Personaje                            | Notas                                                                                                   |
| ---- | ------------------------------------------- | ------------------------------------ | --- |
| 2001 | A Cat in the Road                           | Daughter                             | The Customs House, South Shields                                                                        |
| 2005 | A Brief History of Helen of Troy            | Charlotte                            | Gira por el Reino Unido Nominada – Teatro Goers Choice Awards                                           |
| 2005 | Burn                                        | Linda                                | Royal National Theatre                                                                                  |
| 2006 | Chatroom                                    | Emily                                | Royal National Theatre                                                                                  |
| 2006 | Citizenship                                 | Chantel/Hija de la lectora del tarot | Royal National Theatre                                                                                  |
| 2006 | Measure for Measure                         | Isabella                             | Theatre Royal, Bath Ian Charleson Award                                                                 |
| 2006 | Miss Julie                                  | Miss Julie                           | Theatre Royal, Bath Ian Charleson Award                                                                 |
| 2007 | The Pain and the Itch                       | Kalina                               | Royal Court Theatre Teatro Goers Choice Awards for Best Supporting Actress 2008                         |
| 2008 | A Couple of Poor, Polish-Speaking Romanians | Dzina                                | Soho Theatre                                                                                            |
| 2008 | Ivanov                                      | Sasha                                | Wyndhams Theatre                                                                                        |
| 2010 | The Pride                                   | Sylvia                               | MCC Theater Nominada – Lucille Lortel Award Drama Desk Award for Outstanding Featured Actress in a Play |

## Premios y Nominaciones

### Óscar
| Año  | Categoría    | Película  | Resultado |
| ---- | ------------ | --------- | --------- |
| 2023 | Mejor actriz | To Leslie | Nominada  |

### BAFTA
| Año  | Categoría                             | Película                                     | Resultado |
| ---- | ------------------------------------- | -------------------------------------------- | --------- |
| 2013 | Premio Orange a la Estrella Emergente | Premio Orange a la Estrella Emergente        | Nominada  |
| 2009 | Mejor actriz de televisión            | Margaret Thatcher: The Long Walk to Finchley | Nominada  |

### Sindicato de Actores
| Año  | Categoría     | Película | Resultado |
| ---- | ------------- | -------- | --------- |
| 2014 | Mejor reparto | Birdman  | Ganadora  |

### Independent Spirit
| Año  | Categoría                        | Película  | Resultado |
| ---- | -------------------------------- | --------- | --------- |
| 2022 | Mejor interpretación protagónica | To Leslie | Nominada  |